# Vladas Jakubėnas
Vladas Jakubėnas (* 29. November 1903 in Biržai, Litauen; † 13. Dezember 1976 in Chicago) war ein litauischer Komponist, Pädagoge und Musikkritiker. Er war ein Schüler von Franz Schreker.

## Leben
Vladas Jakubėnas wurde am 29. November 1903 in Biržai (Litauen) in einer evangelisch-lutherischen Familie geboren und am 15. April 1904 getauft, wobei Jakubėnas selbst auf das Taufdatum als sein Geburtsdatum bestand. Die Mutter, Halina Lipinska, stammte aus einer polnisch-evangelischen Familie, in der Musikalität einen hohen Stellenwert hatte und auch tagtäglich praktiziert wurde. Nach der Heirat mit Povilas Jakubėnas zog Halina Jakubėnienė nach Litauen um und respektierte die Traditionen sowie die Kultur ihrer neuen Heimat. 
Der Vater, Povilas Jakubėnas (1871–1953), studierte an der Universität Tartu evangelische Theologie und wurde 1900 als Pastor zu der Gemeinde Biržai eingeteilt, wo er sich in verschiedenen Bereichen, wie zum Beispiel Redigieren der litauischen Veröffentlichungen, engagierte. Er war der Mitgründer der Schule 1908 in Biržai, die später zum Gymnasium wurde. Da er großen Wert auf das Nationalbewusstsein legte, unterrichtete er seine Mitmenschen litauisch. Der spätere Bischof leitete die Theologiefakultät in der Vytautas-Magnus-Universität Kaunas, die er selbst ins Leben berufen hat. 
Der erste Musiklehrer von Jakubėnas war der Freund der Familie Pastor V. Meškauskas, dessen Tochter später Jakubėnas Klavierunterricht gab. Der Unterricht wurde von dem Krieg unterbrochen, die Familie floh nach Moskau und später auf die Krim. 1918 wieder in Litauen besuchte Jakubėnas das Gymnasium „Aušra“ in Kaunas und bekam in der Musikschule Klavierunterricht bei E. Čiurlienė. Aus Gesundheitsgründen wurde das Gymnasium gewechselt und den Abschluss machte Jakubėnas im Gymnasium Biržai. Da Jakubėnas das Fortsetzen des Studiums in Kaunas für sinnlos hielt, da dort nur die „klassische Musik“ anerkannt wurde, ohne die zeitgenössische Musik zu beachten, bewarb er sich für ein Stipendium für ein Auslandsstudium, das von dem damaligen Bildungsminister Leonas Bistras abgelehnt wurde. So setzte Jakubėnas sein Studium an dem Konservatorium in Riga mit den Hauptfächern Klavier und Komposition fort. Komposition hatte Jakubėnas bei Jāzeps Vītols, der die zeitgenössische Musik zwar nicht beachtete, seinen Schülern gegenüber jedoch sehr tolerant war, indem er sie auf der Suche nach dem eigenen Stil nicht behinderte. Aus dieser Zeit stammen viele Lieder und Werke für Klavier. Das Abschlusskonzert im Jahre 1928 mit den Werken von Jakubėnas wurde auch von der lettischen Presse positiv erwähnt, die ihn als eine „gefühlsreiche Person mit einer großen Zukunft“ bezeichnete. 
Wieder in Litauen, nach dem ersten Solokonzert mit eigenen Werken, bewarb sich Jakubėnas erneut für ein Stipendium für das ausländische Studium, das von dem damaligen neu amtierenden Bildungsminister bewilligt wurde. Das Studium in Berlin von 1928 bis 1932 bei Franz Schreker half ihm, seinen endgültigen Stil zu finden und zu bereichern. Für die Abschlussprüfung schrieb Jakubėnas seine erste Symphonie, die vom Rundfunk-Sinfonieorchester Berlin unter der Leitung von Schreker uraufgeführt wurde. Wieder in Litauen bekam Jakubėnas eine Stelle als Klavier- und Musiktheorielehrer in dem Konservatorium in Kaunas. Jakubėnas war sehr aktiv als Musikkritiker mit über sechshundert Veröffentlichungen bei verschiedenen Zeitschriften, wie Vairas, Muzikos barai, Akademikas und vielen anderen. 
Im Jahr 1944 beschloss Jakubėnas aufgrund der unsicheren politischen Situation, das Land zu verlassen, Er kam erst nach Deutschland und wanderte 1949 in die USA aus und ließ sich in Chicago nieder. Jakubėnas komponierte in den DP-Lagern ununterbrochen, da er dort – wie er selbst sagte – Zeit und Publikum gehabt habe. Er gab Privatunterricht im Klavierspiel, Musiktheorie und Komposition. Ab 1950 unterrichtete er in der National University of Music, ein Jahr später auch in Boguslawski Music College als Leader of Theorie Department. Diese Stellen waren nur vorübergehend, als Haupttätigkeit blieb der Privatunterricht, auch als vocal coach. In seiner USA Zeit komponierte Jakubėnas nur wenig. 
Zu erwähnen ist die Bedeutung seiner Exilmusik für Litauen sowie die damit zusammenhängende Umbettung seiner Gebeine in die Heimat posthum.

## Werke
- Melodielegende für Violine und Klavier
- Serenade für Violoncello und Klavier
- Lieder für Stimme und Klavier
- Lieder für Stimme und Orchester
- Werke für Chor a cappella, z. B.: Tyloj Tu Švenčiamasis (In der Stille wirst Du geheiligt)
- Werke für Chor und Orchester
- Werke für Orchester, Kammermusik & Ballet
- Werke für Klavier, z. B., Zwei Tonbilder op. 2 - Aus dem Märchenlande & Legende (1926/1927)